# هارولد ألدن ويلر
هارولد ألدن ويلر (بالإنجليزية: Harold Alden Wheeler)‏ هو مهندس أمريكي، ولد في 10 مايو 1903 في سانت بول في الولايات المتحدة، وتوفي في 25 أبريل 1996 في فينتورا في الولايات المتحدة.